# Santuario di San Rocco (Montpellier)
Il santuario di San Rocco (in francese: Sanctuaire Saint-Roch) è un luogo di culto cattolico di Montpellier, situato nel centro della città.

## Storia
Il culto di San Rocco era molto popolare a Montpellier, sua città natale, ma fino al XIX secolo non esisteva una chiesa a lui dedicata. Le epidemie di colera verificatesi nella regione tra il 1830 e il 1840, suscitarono un rinnovato fervore verso il santo francese, patrono contro le malattie contagiose. Pertanto vi fu un contributo popolare, lanciato da Jules Pagézy sindaco del comune di Montpellier nel 1861, per ottenere i fondi necessari per costruire una chiesa in suo onore e, tra il 1861 e il 1867, il santuario fu costruito in stile neogotico su progetto dell'architetto da Jean Cassan. Il sito scelto era quello della chiesa di San Paolo che era stata distrutta nel 1622 durante l'assedio della città, e di cui rimangono alcune vestigia dietro l'attuale santuario, che tra l'altro ospitava una cappella dedicata a San Rocco. Tuttavia il nuovo edificio rimase incompiuto poiché  la chiesa ipotizzata doveva essere molto più grande di quella effettivamente costruita.
Il santuario dal 2014 fa parte della "Parrocchia Cattedrale di Montpellier", che comprende tutte le chiese nel centro della città. In precedenza apparteneva alla Parrocchia di Saint Denis e San Rocco.

## Descrizione
Il santuario è stato costruito in stile neogotico, ed il progetto faceva riferimento alle chiese nel nord della Francia e alla cappella dell'Abbazia di Valmagne, situata nel comune di Villeveyrac, per quanto concerne i pilastri della navata. L'edificio è composto internamente da tre navate.
Nonostante la sua notevole altezza, la costruzione del santuario come detto rimane incompiuta. La navata e il coro furono realizzati mentre il resto del progetto (transetto, absidi e cappelle radianti, guglie del campanile), non è mai stato portato a termine. Si può notare inoltre che anche la facciata non è stata completata: alcune statue avrebbero dovuto essere installate nelle nicchie, e i timpani dovevano essere decorati con dei bassorilievi.
Tra le opere d'arte custodite all'interno del santuario vi sono:
- Una vetrata contemporanea (altare maggiore) installata intorno al 1980 che rappresenta San Rocco che cammina con il suo cane verso la cattedrale di Montpellier;
- Vetrate, opera di Gustave Pierre Dagrant e J-F. Champigneulles e di ispirazione simbolista e Art Nouveau;
- Quattro dipinti sulla vita di San Rocco, opere di Auguste-Barthélemy Glaize;
- Una statua monumentale di San Rocco, opera di Auguste Baussan e realizzata nel 1884 (originariamente doveva essere installata sopra la facciata);
- Statue di santi risalenti al XIX secolo.

Il santuario di San Rocco ospita anche un gran numero di vasi preziosi, calici e ostensori.
L'organo del santuario fu costruito nel 1845 (quindi prima della costruzione dell'edificio) da Daublaine e Callinet, probabilmente come organo del coro della cattedrale di Montauban, dove fu sostituito da un nuovo organo nel 1873. Fu acquistato quindi dalla chiesa di Montpellier nel 1874.

## Reliquie
Il santuario ospita diverse reliquie di San Rocco. Nel 1856, un certo padre Recluz ottenne da Venezia un osso (stinco) del santo, tuttora conservato nell'edificio. L'analisi dei chirurghi della facoltà di medicina di Montpellier concluse che l'osso apparterrebbe ad una persona che ha sofferto di peste. Le altre reliquie consistono in un frammento della mascella del santo e del bastone a lui appartenuto. Le reliquie vengono esposte al pubblico ogni 16 agosto, festa liturgica del santo.
Sempre a Montpellier, anche la basilica di Notre-Dame des Tables custodisce una piccola reliquia di San Rocco, che non è mai stata identificata.